# 西春日井広域事務組合

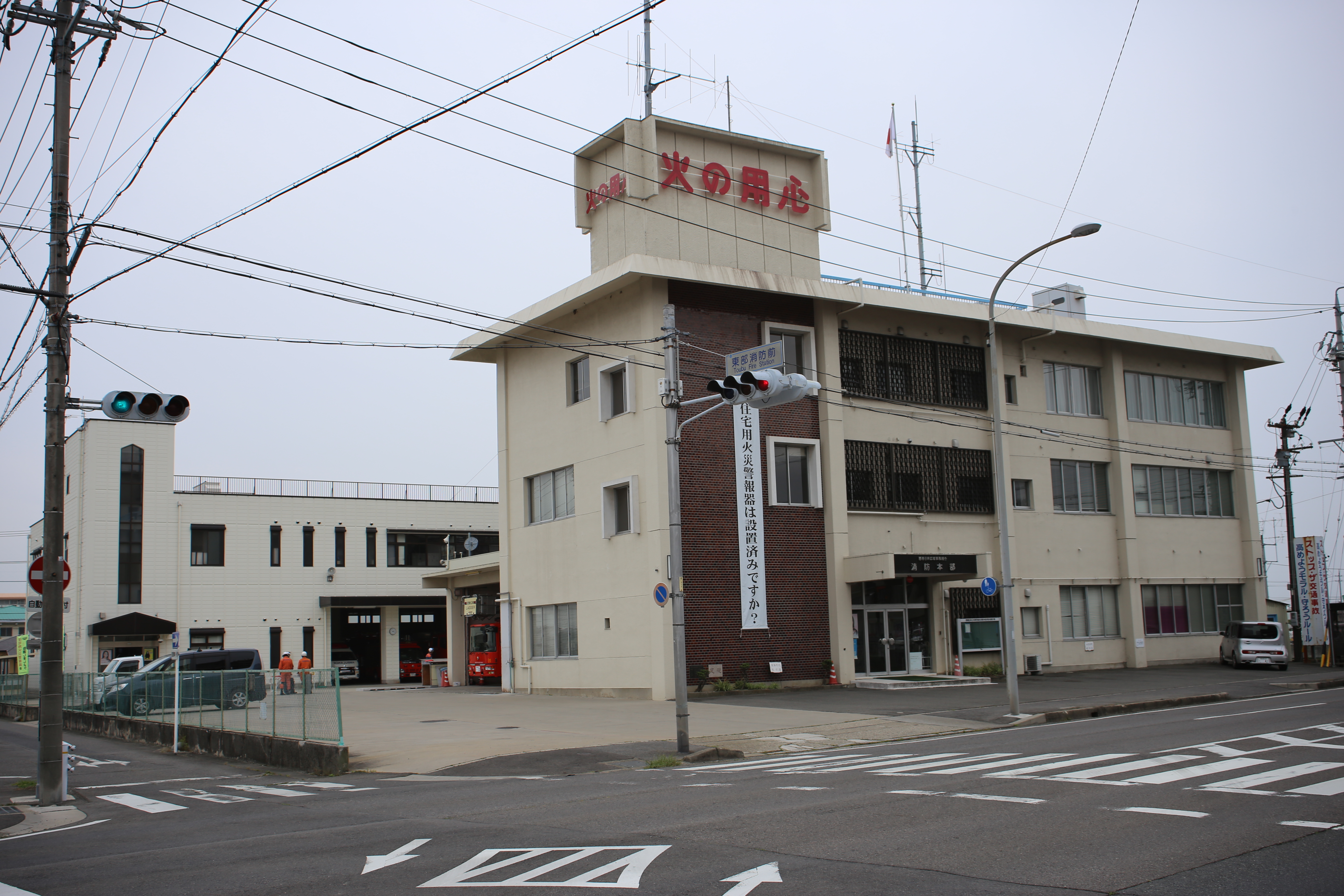
消防本部・東消防署（2016年5月）

西春日井広域事務組合（にしかすがいこういきじむくみあい）は、愛知県北名古屋市、清須市および西春日井郡豊山町の2市1町が設立している一部事務組合（消防組合）。

## 概要

### 事務所
- 北名古屋市井瀬木狭場15番地

### 主な事務内容
- 消防に関する事務(消防団及び消防水利に関する事務を除く。)
- 休日急病診療に関する事務
- 2次救急医療機関確保に関する事務
- 愛知県事務処理特例条例(平成11年愛知県条例第55号)に基づき組合市町が処理することとされた事務のうち、火薬類取締法(昭和25年法律第149号)に基づく煙火の消費に係る事務

### 組織
- 組合議会
  - 議員定数：11人（北名古屋市：5人、清須市：4人、豊山町：2人）
- 執行機関
  - 管理者：1人（組合市町の長が互選する。）
  - 副管理者：2人（管理者を除く組合市町の長をもって充てる。）
  - 会計管理者
  - 監査委員：2人

## 常備消防事務

### 概要
- 消防本部：北名古屋市井瀬木狭場15番地
- 管内面積：41.88km2
- 職員数：169人
- 消防署2カ所、出張所1カ所
- 主力機械（2015年4月1日現在）
  - 普通消防ポンプ自動車：2
  - 水槽付消防ポンプ自動車：4
  - 化学消防ポンプ自動車：1
  - はしご付消防自動車：1
  - 屈折はしご付消防ポンプ自動車：1
  - 小型動力ポンプ付水槽車：2
  - 救助工作車：2
  - 救急自動車：6
  - 指揮車：2
  - 資機材搬送車：2
  - その他：11

### 沿革
- 2003年4月　西春日井郡東部消防組合と西春日井郡西部消防組合が合併し西春日井広域事務組合が発足する[1]。構成自治体は西春日井郡師勝町・西春町・西枇杷島町・新川町・清洲町・春日町及び豊山町の7町。
- 2005年7月7日　西春日井郡西枇杷島町・新川町及び清洲町が合併し清須市が発足したことに伴い、構成自治体が1市4町となる。
- 2006年3月20日　西春日井郡師勝町と西春町が合併し北名古屋市が発足したことに伴い、構成自治体が2市2町となる。
- 2009年10月1日　清須市が西春日井郡春日町を編入したことに伴い、構成自治体が2市1町となる。

### 組織
- 本部 - 総務課、予防課、消防課、通信指令課
- 消防署

### 消防署
| 消防署   | 住所                       | 出張所                             |
| -------- | -------------------------- | ---------------------------------- |
| 東消防署 | 北名古屋市井瀬木狭場15番地 | 西春：北名古屋市西之保光明田68番地 |
| 西消防署 | 清須市西田中白山88番地     | なし                               |